# Therese von Braunschweig-Wolfenbüttel

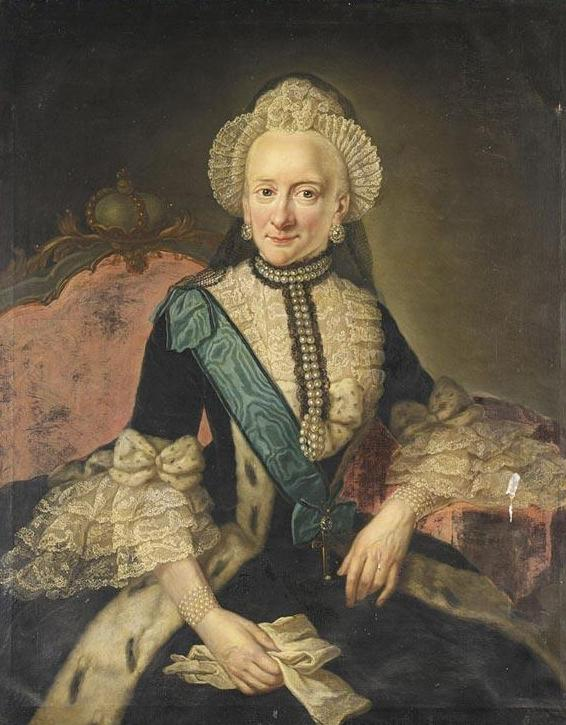
Porträt von Anna Rosina de Gasc (1713–1783): Prinzessin Therese Natalie von Braunschweig-Wolfenbüttel, Öl auf Leinwand (1773)

Prinzessin Therese Natalie von Braunschweig-Wolfenbüttel-Bevern (* 4. Juni 1728 in Wolfenbüttel; † 26. Juni 1778 im Stift Gandersheim, das heutige Bad Gandersheim) stammte aus dem Hause der Welfen und war Äbtissin des Kaiserlich freien weltlichen Reichsstifts Gandersheim.

## Leben
Therese Natalie war die sechste Tochter von Herzog Ferdinand Albrecht II. von Braunschweig-Lüneburg, Fürst von Braunschweig-Bevern (1680–1735) und seiner Ehefrau Prinzessin Antoinette Amalie von Braunschweig-Wolfenbüttel (1696–1762), Tochter von Herzog Ludwig Rudolf von Braunschweig-Wolfenbüttel und der Prinzessin Christine Luise von Öttingen. Sie war die Cousine der Erzherzogin Maria Theresia von Österreich, Königin von Ungarn und Böhmen, und die Schwägerin von König Friedrich II. von Preußen.
Die Bemühungen, Prinzessin Therese Natalie mit einem Erzherzog aus Österreich oder einem französischen Prinzen zu verheiraten, scheiterten an ihrer Weigerung, zum katholischen Glauben zu konvertieren. 1747 wurde sie zunächst Kanonissin, seit der Reformation auch als Stiftsdame bezeichnet, in Herford. Ende der 1740er Jahre wurde sie als Nachfolgerin der Äbtissin Elisabeth Ernestine Antonie, einer Prinzessin von Sachsen-Meiningen, in Aussicht gestellt. Im November 1750 wurde Therese Natalie per mandatarium in eine Kanonissenstelle im Stift Gandersheim eingeführt. Nachdem die hochbetagte Äbtissin nach 53 Amtsjahren am Heiligabend des Jahres 1766 gestorben war,  wurde Therese Natalies am 4. Juni 1767 zu ihrer Nachfolgerin gewählt. Die Inthronisation fand am 3. Dezember des Jahres statt. Als Äbtissin weilte sie häufig am Braunschweiger Hof bei ihrem älteren Bruder, dem regierenden Herzog Karl I. von Braunschweig-Wolfenbüttel.
Therese Natalie starb am 26. Juni 1778 in Gandersheim und wurde in der Krypta des Braunschweiger Doms bestattet. Nachfolgerin und letzte Äbtissin von Gandersheim wurde ihre Nichte, Prinzessin Auguste Dorothea (1749–1810).